# Wolfgang Scheidel
Pour les articles homonymes, voir Scheidel (patronyme).
Wolfgang Scheidel, né le 9 mars 1943 à Erfurt dans le Thuringe, est un lugeur est-allemand. Il a notamment remporté le titre olympique de la discipline lors des Jeux olympiques de 1972 à Sapporo au Japon. Il a également gagné le titre de champion du monde en double en 1965 à Davos en Suisse ainsi que deux fois la médaille de bronze en 1969 et 1970.

## Palmarès

### Jeux olympiques d'hiver
- Champion olympique en simple lors des Jeux olympiques d'hiver de 1972 à Sapporo ( Japon)

### Championnats du monde
- Champion du monde en double lors du Championnats du monde 1965 à Davos ( Suisse)
- Médaillé de bronze mondial en simple lors du Championnats du monde 1969 à Königssee ( Allemagne de l'Ouest)
- Médaillé de bronze mondial en simple lors du Championnats du monde 1970 à Königssee ( Allemagne de l'Ouest)

### Championnats d'Europe
- Vice-champion d'Europe en simple lors du Championnats d'Europe 1970 à Hammarstrand ( Suède)
- Vice-champion d'Europe en simple lors du Championnats d'Europe 1971 à Imst ( Autriche)